# Nastaska Charg
Nastaska (Anastasia) Charg, död 1173, var konkubin till furst Jaroslav Osmomysl av Galicien (regent 1153-1187), med vilken hon hade en son. Hon uppges ha utövat inflytande på politiken genom Jaroslav. 
Hon kom från Galicien. Under konfrontationen mellan Yaroslav Vladimirovich och de galiciska bojarerna, som, efter exemplet från den angränsande polska och ungerska adeln, samlade sig till en mäktig och rik aristokrati, hamnade Anastasia och hennes son i skottlinjen, eftersom fejden mellan Yaroslav och boyarerna förvärrades särskilt under pausen mellan Jaroslav och hans hustru Olga Juryevna, som han 1171 tvingade att fly tillsammans med sin son Vladimir till Polen. Yaroslav älskade Anastasia och gav företräde åt henne och hennes son Oleg framför hans fru och son Vladimir.
Missnöjda bojarer iscensatte ett uppror i Galich, grep och brände Anastasia levande för trolldom anklagade för att ha förhäxat fursten, och hennes son sändes i fängelse. Jaroslav själv tvingades avlägga en ed att han hädanefter skulle leva i harmoni med sin lagliga hustru. Året därpå var dock Olga och hennes son tvungna att fly från Galich till Vladimir. Senare lyckades Yaroslav Osmomysl återställa sin makt över bojarerna och försonas med sin son Vladimir. Trots det fortsatte prinsen att föredra Nastaskas son Oleg och, döende, lämnade han 1187 huvudbordet till Oleg, och den äldste och legitime, Vladimir, fick Przemysl. Galich Zemstvo-rådet vågade inte lyda denna order. Senare drev bojarerna bort Oleg och fängslade Vladimir i Galich, medan Oleg flydde till Ovruch. 